# Sabari
Sabari (Seberi, Severi, Savari) és un riu d'Orissa i Andhra Pradesh.
Neix als Ghats Orientals, al districte de Koraput (Orissa) i corre en direcció sud-oest en part per un canal de roca en una sèrie de ràpids fins que entra al districte d'East Godavari (Andhra Pradesh) on té un curs de 40 km, totalment lliure d'obstacles, i desaigua al riu Godavari a 17° 35′ N, 81° 18′ E / 17.583°N,81.300°E.